# Mojstrana
Mojstrana je gručasto naselje s skoraj 1.100 prebivalci v Občini Kranjska Gora v Zgornjesavski dolini pod cesto Jesenice - Kranjska Gora, na prodnem vršaju ob sotočju reke Save Dolinke in potoka Bistrice. Ob slednjem se proti jugozahodu odpira ledeniška dolina Vrata. K naselju spadajo zaselki Šraj, Ros in Peričnik. Skupaj z Dovjem tvori Krajevno skupnost Dovje-Mojstrana. 
V naselju se odcepi cesta proti jugu čez Kosmačev preval (847 m) med planoto Mežaklo (1593 m) in triglavskim pogorjem v dolino Zgornje Radovne, od tam pa v ledeniški dolini Krmo in Kot.
Razvoj naselja je povezan s fužinarstvom in nahajališči železove rude v bližini, pa tudi s cementarno, ki je propadla po prvi svetovni vojni. Danes se prebivalci ukvarjajo z živinorejo, povezano s poletnim planinskim pašništvom, ter z delom v domači kovinski, lesni in tekstilni industriji in na Jesenicah. V bližini je manjša hidroelektrarna. Pomemben je turizem, tu je osrednje izhodišče za vzpone v Julijce in Karavanke, poleg naselja je smučišče z vlečnico.
Ogleda vredne zanimivosti so cerkev sv. Klemena iz 17. stoletja, Triglavska muzejska zbirka oziroma Slovenski planinski muzej, orjaški vaški oreh z obsegom 470 cm, park Triglavski gaj, Šmercova hiša, Ambrožčeva hiša,  visoka slapova Spodnji in Zgornji Peričnik v dolini Vrat, ostanki akvadukta za nekdanjo cementarno, Aljažev dom in spomenik padlim partizanom gornikom v dolini Vrat, severna stena Triglava, ledenik Zeleni sneg in ob njem Triglavsko brezno. 
Iz Mojstrane izhajajo nekateri znani slovenski športniki, smučarski skakalec Janez Polda, smučarja Jure Košir in Alenka Dovžan in športna plezalka Martina Čufar.

## Galerija
- Okoliški hribi, v sredini Črna gora
- Potok Bistrica